# Liste der Kulturdenkmäler in Bad Wilhelmshöhe
Die folgende Liste enthält die in der Denkmaltopographie ausgewiesenen Kulturdenkmäler auf dem Gebiet des Ortsteils Bad Wilhelmshöhe der  Stadt Kassel, Hessen.
Hinweis: Die Reihenfolge der Denkmäler in dieser Liste orientiert sich an der Anschrift, alternativ ist sie auch nach der Bezeichnung oder der Bauzeit sortierbar.
Kulturdenkmäler werden fortlaufend im Denkmalverzeichnis des Landes Hessen durch das Landesamt für Denkmalpflege Hessen auf Basis des Hessischen Denkmalschutzgesetzes (HDSchG) geführt. Die Schutzwürdigkeit eines Kulturdenkmals hängt nicht von der Eintragung in das Denkmalverzeichnis des Landes Hessen oder der Veröffentlichung in der Denkmaltopographie ab.

Die Liste der Kulturdenkmäler in Bad Wilhelmshöhe enthält die Kulturdenkmäler im Kasseler Stadtteil Bad Wilhelmshöhe, die in der vom Landesamt für Denkmalpflege Hessen 2009 herausgegebenen Denkmaltopographie der Stadt Kassel, Band III veröffentlicht wurden.

## Legende
- Bezeichnung: Nennt den Namen, die Bezeichnung oder die Art des Kulturdenkmals.
- Lage: Nennt den Straßennamen und wenn vorhanden die Hausnummer des Kulturdenkmals. Die Grundsortierung der Liste erfolgt nach dieser Adresse. Der Link „Karte“ führt zu verschiedenen Kartendarstellungen und nennt die Koordinaten des Kulturdenkmals.
- Beschreibung: Nennt bauliche und geschichtliche Einzelheiten des Kulturdenkmals, vorzugsweise die Denkmaleigenschaften. In Klammern sollte die Begründung des Denkmalwertes abgekürzt angegeben werden: g = geschichtlich, k = künstlerisch, s = städtebaulich, t = technisch, w = wissenschaftlich.
- Bauzeit: Gibt die Datierung an; das Jahr der Fertigstellung bzw. den Zeitraum der Errichtung. Eine Sortierung nach Jahr ist möglich.

## Denkmalliste Bad Wilhelmshöhe

### Einzeldenkmale Bad Wilhelmshöhe
| Bild                                    | Bezeichnung           | Lage                                                      | Beschreibung | Bauzeit | Daten |
| --------------------------------------- | --------------------- | --------------------------------------------------------- | --- | --- | ----- |
| Bild gesucht BW                         |                       | Baunsbergstraße 33d Lage                                  | | |       |
|                                         |                       | Baunsbergstraße 37 Lage                                   | | |       |
|                                         |                       | Baunsbergstraße 39 Lage                                   | | |       |
|                                         |                       | Baunsbergstraße 43 Lage                                   | | |       |
| Bild gesucht BW                         |                       | Baunsbergstraße 44a Lage                                  | | |       |
|                                         |                       | Baunsbergstraße 45 Lage                                   | | |       |
| Bild gesucht BW                         |                       | Baunsbergstraße 48a Lage                                  | | |       |
| Bild gesucht BW                         | Gartenhaus            | Baunsbergstraße 53a Lage                                  | Gartenhaus zwischen Grundstück Baunsbergstraße 53 und Baunsbergstraße 53a | |       |
| Einfriedung                             | Einfriedung           | Baunsbergstraße 63 Lage                                   | Einfriedung des Grundstücks Baunsbergstraße 63 | |       |
|                                         |                       | Büchnerstraße 8 Lage                                      | | |       |
|                                         |                       | Ederweg 15 Lage                                           | | |       |
| Direkt Bild zu diesem Denkmal hochladen |                       | Ehlener Straße o. Nr. (am Parkplatz)                      | Wasserwerk | |       |
| Bild gesucht BW                         |                       | Ehlener Straße 11/11a Lage                                | | |       |
| Bild gesucht BW                         |                       | Ehlener Straße 13/13a Lage                                | | |       |
| Direkt Bild zu diesem Denkmal hochladen |                       | Ehlener Straße ehem. Nr. 15 (am Herbsthäuschen)           | Mundloch des Schlüsselstollens | |       |
| Bild gesucht BW                         |                       | Ehlener Straße 23 Lage                                    | ehem. Berginspektion | |       |
| Bild gesucht BW                         |                       | Ehlener Straße 27 Lage                                    | ehem. Bergamt | |       |
| Bild gesucht BW                         |                       | Ehlener Straße 31 Lage                                    | Forsthaus | |       |
| Bild gesucht BW                         |                       | Elbeweg 13 Lage                                           | | |       |
| Bild gesucht BW                         |                       | Elbeweg 19 Lage                                           | | |       |
| weitere Bilder                          | Aussichtsturm         | Elfbuchen Lage                                            | | |       |
| weitere Bilder                          | Aussichtsturm         | Hohes Gras Lage                                           | | 1888–1890 |       |
| Bild gesucht BW                         |                       | Hüttenbergstraße 4 Lage                                   | | |       |
| Bild gesucht BW                         |                       | Hüttenbergstraße 12 Lage                                  | | |       |
| Bild gesucht BW                         |                       | Hüttenbergstraße 18 Lage                                  | | |       |
| Bild gesucht BW                         |                       | Hunrodstraße 25 Lage                                      | | |       |
| Bild gesucht BW                         |                       | Im Druseltal 8 Lage                                       | | |       |
| Bild gesucht BW                         |                       | Im Druseltal 11 Lage                                      | | |       |
| Bild gesucht BW                         |                       | Im Druseltal 19 Lage                                      | Forsthaus, heute Revierförsterei Wahlershausen | |       |
| Bild gesucht BW                         |                       | Im Druseltal 85/85a Lage                                  | ehem. Zechenhaus mit Nebengebäude | |       |
| Bild gesucht BW                         |                       | Im Druseltal 91/93a Lage                                  | Alte Drusel | |       |
| Bild gesucht BW                         |                       | Im Druseltal 95 Lage                                      | | |       |
| Bild gesucht BW                         |                       | Im Druseltal 97 Lage                                      | | |       |
| Bild gesucht BW                         |                       | Im Druseltal 100 Lage                                     | | |       |
| Bild gesucht BW                         |                       | Im Druseltal 102 Lage                                     | | |       |
| Bild gesucht BW                         |                       | Im Druseltal 103 Lage                                     | | |       |
| Bild gesucht BW                         |                       | Im Druseltal 111 Lage                                     | kleine Waldvilla | |       |
| Bild gesucht BW                         |                       | Im Druseltal 134 Lage                                     | ehem. Steigerhaus | |       |
| Bild gesucht BW                         |                       | Im Druseltal 134a Lage                                    | ehem. Zechenverwaltungsgebäude | |       |
| Bild gesucht BW                         |                       | Im Druseltal 134c Lage                                    | Mundloch Zeche Herkules | |       |
| Bild gesucht BW                         |                       | Krähhahnstraße 2 Lage                                     | | |       |
| Bild gesucht BW                         |                       | Krähhahnstraße 8 Lage                                     | Gästehaus Sonnenhof | |       |
| Bild gesucht BW                         |                       | Krähhahnstraße 10 Lage                                    | | |       |
| Bild gesucht BW                         |                       | Krähhahnstraße 11 Lage                                    | mit Einfriedung | |       |
| Bild gesucht BW                         |                       | Krähhahnstraße 13 Lage                                    | | |       |
| Bild gesucht BW                         |                       | Krähhahnstraße 14 Lage                                    | | |       |
| Wilhelmsgymnasium                       | Wilhelmsgymnasium     | Kunoldstraße 51/Bayernstraße 6 Lage                       | | |       |
| Direkt Bild zu diesem Denkmal hochladen | Brücke                | Kurhausstraße o. Nr.                                      | | |       |
| Bild gesucht BW                         |                       | Kurhausstraße 25 Lage                                     | | |       |
| Bild gesucht BW                         |                       | Kurhausstraße 30 Lage                                     | | |       |
|                                         |                       | Kurhausstraße 46 Lage                                     | evang. Gemeinde Kassel-Wilhelmshöhe | |       |
|                                         |                       | Kurhausstraße 50 Lage                                     | | |       |
| Bild gesucht BW                         |                       | Max-Planck-Straße 6 Lage                                  | | |       |
| weitere Bilder                          | Kirche und Pfarramt   | Memelweg 19 Lage                                          | kath. Fatimakirche in den 1950er Jahren aus Trümmern der Kasseler Innenstadt erbautes Kirchengebäude nach Plänen den Architekten Gottfried Böhm | 1957 - 1959 |       |
| weitere Bilder                          | Pagode                | Mulangstraße o. Nr. Pagode Lage                           | Die Pagode im Dorf Mulang ist ein Gebäude am Südrand des Bergpark Wilhelmshöhe. Erbaut wurde sie zwischen 1776 und 1782 nach Plänen von Simon Louis du Ry, welche vom Bildhauer Ludwig Daniel Heyd umgesetzt wurden. Um einen Innenraum mit Portal nach Norden führt ein Umgang aus 8 Säulen. Um 1825 wurde sie mit einem neuen Anstrich versehen und 1933 durch den Maler Wilhelm Blaue die Innenräume neu gestaltet. Um 1950 im Äußeren renoviert, Inneres verfiel bis 2007 | 18. Jh. |       |
| weitere Bilder                          | Milchhaus             | Mulangstraße o. Nr. Küchenpavillon und Milchhäuschen Lage | Das Milchhäuschen (auch Milchkammer) im Dorf Mulang ist ein Gebäude am Bergpark Wilhelmshöhe. Erbaut nach Plänen von Simon Louis du Ry und Johann Conrad Bromeis. Der eingeschossige quadratische Bau besitzt ein Zeltdach mit Laterne. Im Unterschied zur benachbarten Küche findet sich in 3 der 4 Außenwänden je eine rechteckige Fensteröffnung. | 1782–1785 in Holz, 1820 in Stein nachgebaut. |       |
| Bild gesucht BW                         | Pförtnerhaus          | Mulangstraße 1 Lage                                       | | |       |
| weitere Bilder                          | Bagatelle             | Mulangstraße 2 Lage                                       | Die Bagatelle im Dorf Mulang ist ein Gebäude am Bergpark Wilhelmshöhe. Erbaut nach Plänen von Simon Louis du Ry und Johann Conrad Bromeis. Das kleine, eingeschossige Haus mit Walmdach entstand ursprünglich für Landgraf Friedrich II. | 1782 - 1785 in Holz, 1820 in Stein nachgebaut. |       |
| weitere Bilder                          |                       | Mulangstraße 3 Lage                                       | Des Saalwächters Wohnung im Dorf Mulang ist ein historisches Gebäude am Bergpark Wilhelmshöhe. | |       |
| weitere Bilder                          |                       | Mulangstraße 4 Lage                                       | Das Haus Nr. 4 im Dorf Mulang ist ein historisches Gebäude am Bergpark Wilhelmshöhe. | |       |
| Bild gesucht BW                         | Stall                 | Mulangstraße 5 Lage                                       | Der ehemalige Kuhstall im Dorf Mulang ist ein historisches Gebäude am Bergpark Wilhelmshöhe | |       |
| weitere Bilder                          |                       | Mulangstraße 6 Lage                                       | Das ehemalige Hirtenhaus Nr. 6 im Dorf Mulang ist ein Gebäude am Bergpark Wilhelmshöhe. Erbaut um 1790 nach Plänen von Heinrich Christoph Jussow. Der kleine, eingeschossige Bau hat ein Walmdach. | um 1790 |       |
| weitere Bilder                          | Stall                 | Mulangstraße 7 Lage                                       | Das Haus Nr. 7, ein ehemaliger Kuhstall im Dorf Mulang, ist ein historisches Gebäude am Bergpark Wilhelmshöhe. | |       |
| weitere Bilder                          | Stall                 | Mulangstraße 8 Lage                                       | Der ehemalige Schafstall im Dorf Mulang ist ein historisches Gebäude am Bergpark Wilhelmshöhe. Erbaut nach Plänen von Simon Louis du Ry, Johann Conrad Bromeis und Heinrich Christoph Jussow im Jahr 1795, 1826 verändert. Der Bau hat ein Walmdach mit ungewöhnlich großen Giebeln über den Türen an den beiden Schmalseiten. | Erbaut 1795, 1826 verändert |       |
| weitere Bilder                          |                       | Mulangstraße 9 Lage                                       | Das ehemalige Hirtenhaus Nr. 9 im Dorf Mulang ist ein Gebäude im Bergpark Wilhelmshöhe. Erbaut nach Plänen von Simon Louis du Ry und Johann Conrad Bromeis. Der kleine, quadratische und eingeschossige Bau besitzt ein Zeltdach mit Laterne. | Zunächst 1782–1785 in Holz, ab 1820 in Stein nachgebaut. |       |
| weitere Bilder                          |                       | Mulangstraße 10 Lage                                      | Das ehemalige Hirtenhaus Nr. 10 im Dorf Mulang ist ein Gebäude im Bergpark Wilhelmshöhe. Erbaut nach Plänen von Simon Louis du Ry und Johann Conrad Bromeis. | Zunächst 1782–1785 in Holz, ab 1820 in Stein nachgebaut. Der kleine, quadratische und eingeschossige Bau besitzt ein Zeltdach mit Laterne. Nördlich hinter dem historischen Hirtenhaus steht heute ein zweigeschossiges Wohnhaus auf dem Gelände des Bergparks. |       |
| weitere Bilder                          | Friedhof Wilhelmshöhe | Mulangstraße o. Nr. Lage                                  | historischer Friedhof an der Mulangstraße / Ecke Schlossteichstraße | |       |
| Bild gesucht BW                         | Waldschule            | Nussallee 3 Lage                                          | | |       |
| weitere Bilder                          | Schule                | Schulstraße 2 Lage                                        | historisches Schulgebäude, 1904 eingeweiht als Volksschule Wahlershausen, heute Sitz der Reformschule Kassel | 1904 |       |
| Bild gesucht BW                         |                       | Spreeweg 8 Lage                                           | | |       |
| Bild gesucht BW                         |                       | Taunusstraße 1 Lage                                       | | |       |
| Bild gesucht BW                         |                       | Taunusstraße 1a Lage                                      | | |       |
| weitere Bilder                          | Atelier               | Weißensteinstraße 40 Lage                                 | Ateliergebäude des Künstlers Heinrich Gerhardt (1823–1915), (ehemals Am Rammelsberg 40) | |       |
| Bild gesucht BW                         |                       | Weißensteinstraße 50 Lage                                 | (ehemals Am Rammelsberg 50) | |       |
| Bild gesucht BW                         | Verwaltungsgebäude    | Weißensteinstraße 70 Lage                                 | Sitz der ENASP (einem europäischen Netzwerk für landwirtschaftliche Sozialsysteme) | |       |
| Bild gesucht BW                         | Hotel                 | Wilhelmshöher Allee 257 Lage                              | Gebäude des Hotels „Kurfuerst Wilhelm I.“ | |       |
|                                         |                       | Wilhelmshöher Allee 258 Lage                              | | |       |
|                                         |                       | Wilhelmshöher Allee 260 Lage                              | | |       |
| Bild gesucht BW                         |                       | Wilhelmshöher Allee 346 Lage                              | | |       |
| Bild gesucht BW                         | Restaurant            | Wilhelmshöher Allee 347a Lage                             | historisches Gasthaus; ehemalige Domäne (Versorgungshof des hessischen Kurfürsten), heute Restaurant „Gutshof“ auf dem Gelände des Regionalstudio des Hessischen Rundfunks | |       |
| weitere Bilder                          | Stationsgebäude       | Wilhelmshöher Allee 380 Lage                              | historisches Straßenbahnstations-Gebäude, seit 2007 Besucherzentrum des Bergpark Wilhelmshöhe | |       |
| weitere Bilder                          | Kiosk                 | Wilhelmshöher Allee o. Nr. (nach Nr. 380) Lage            | historisches Kioskgebäude auf dem Parkplatz (neben Ochsenallee), heute Eiscafé am Bergpark | |       |

### Sachgesamtheiten Bad Wilhelmshöhe

#### Sachgesamtheit Friedhof Wahlershausen
| Bild                                    | Bezeichnung                       | Lage                         | Beschreibung | Bauzeit | Daten |
| --------------------------------------- | --------------------------------- | ---------------------------- | --- | ------- | ----- |
| weitere Bilder                          | Friedhof Wahlershausen            | Rammelsbergstraße 14–18 Lage | Sachgesamtheit der Friedhofsanlage Wahlershausen, auf der Nordseite der Rammelsbergstraße (2 Eingänge, Postanschrift: Rammelsbergstraße 16, 34131 Kassel); mit Friedhofskapelle, 2 Wasserzapfstellen im déco-Stil, Kriegsgräberstätten und Grabstätten (Übersichtsplan) |         |       |
| Friedhofskapelle Wahlershausen          | Friedhofskapelle Wahlershausen    | Rammelsbergstraße 14–18 Lage | |         |       |
| Direkt Bild zu diesem Denkmal hochladen | ehem. Friedhofskapelle            | Rammelsbergstraße 14–18      | |         |       |
| Direkt Bild zu diesem Denkmal hochladen | Gedenkstein des Kriegervereins    | Rammelsbergstraße 14–18      | |         |       |
| Direkt Bild zu diesem Denkmal hochladen | Wasserzapfstelle im Art-déco-Stil | Rammelsbergstraße 14–18      | |         |       |
| Direkt Bild zu diesem Denkmal hochladen | Wasserzapfstelle im Art-déco-Stil | Rammelsbergstraße 14–18      | |         |       |
| Direkt Bild zu diesem Denkmal hochladen | Grabstätte Bolle                  | Rammelsbergstraße 14–18      | |         |       |
| Direkt Bild zu diesem Denkmal hochladen | Grabstätte Cleue                  | Rammelsbergstraße 14–18      | |         |       |
| Direkt Bild zu diesem Denkmal hochladen | Grabstätte Duensing               | Rammelsbergstraße 14–18      | |         |       |
| Direkt Bild zu diesem Denkmal hochladen | Grabstätte Eckel                  | Rammelsbergstraße 14–18      | |         |       |
| Direkt Bild zu diesem Denkmal hochladen | Grabstätte Häger                  | Rammelsbergstraße 14–18      | |         |       |
| Direkt Bild zu diesem Denkmal hochladen | Grabstätte Krug                   | Rammelsbergstraße 14–18      | |         |       |
| Direkt Bild zu diesem Denkmal hochladen | Grabstätte Rennert                | Rammelsbergstraße 14–18      | |         |       |
| Direkt Bild zu diesem Denkmal hochladen | Grabstätte Schalles               | Rammelsbergstraße 14–18      | |         |       |
| Direkt Bild zu diesem Denkmal hochladen | Grabstätte Schmidt                | Rammelsbergstraße 14–18      | |         |       |
| Direkt Bild zu diesem Denkmal hochladen | Grabstätte Serfort                | Rammelsbergstraße 14–18      | |         |       |
| Direkt Bild zu diesem Denkmal hochladen | Grabstätte Thomas                 | Rammelsbergstraße 14–18      | |         |       |
| Direkt Bild zu diesem Denkmal hochladen | Grabstätte Weber                  | Rammelsbergstraße 14–18      | |         |       |

#### Sachgesamtheit Schlosspark Wilhelmshöhe
| Bild                                         | Bezeichnung                      | Lage                                         | Beschreibung | Bauzeit                                   | Daten |
| -------------------------------------------- | -------------------------------- | -------------------------------------------- | --- | ----------------------------------------- | ----- |
| weitere Bilder                               | Schlosspark Wilhelmshöhe         | Schlosspark Lage                             | Sachgesamtheit des ehemaligen Schlosspark (heute Bergpark) Wilhelmshöhe, mit Park- und Staffagearchitekturen, Grün- und Pflanzflächen, Wasserspielen inkl. Wassergewinnungseinrichtungen, Reservoirs und Leitungssystem |                                           |       |
| weitere Bilder                               | Schloss Wilhelmshöhe             | Schlosspark 1/3 Lage                         | |                                           |       |
| Bild gesucht BW                              | Wohnhaus im alten Gemüsegarten   | Schlosspark 2 Lage                           | |                                           |       |
| weitere Bilder                               | ehem. Kaiserliche Post           | Schlosspark 4 Lage                           | |                                           |       |
| weitere Bilder                               | Ballhaus                         | Schlosspark 5 Lage                           | |                                           |       |
| weitere Bilder                               | Alte Wache                       | Schlosspark 6 Lage                           | ehem. Wachhaus |                                           |       |
| weitere Bilder                               | Großes Gewächshaus               | Schlosspark 7 Lage                           | |                                           |       |
| weitere Bilder                               | Löwenburg                        | Schlosspark 9 Lage                           | |                                           |       |
| weitere Bilder                               | Wirtschaftsgebäude               | Schlosspark 10/12 Lage                       | ehemalige Wirtschaftsgebäude des Schlosses, bez. als Remise und Ökonomiegebäude |                                           |       |
| weitere Bilder                               | Reithalle                        | Schlosspark 14 Lage                          | ehem. Reithaus |                                           |       |
| weitere Bilder                               | ehem. Marstall                   | Schlosspark 16 Lage                          | |                                           |       |
| weitere Bilder                               | Kavalierhaus                     | Schlosspark 18 Lage                          | Das Kavalierhaus ist ein Gebäude im Ökonomiebereich des Bergpark Wilhelmshöhe in Kassel, Hessen, Deutschland. Das um 1760 erbaute Fachwerkhaus wurde versetzt und 1825 nach Plänen von Johann Conrad Bromeis umgebaut. | 1760                                      |       |
| weitere Bilder                               | Brunnen vor dem Marstall         | Schlosspark o. Nr. Lage                      | Der historische Brunnen südlich vor dem Marstall im Ökonomiebereich des Bergpark Wilhelmshöhe |                                           |       |
| Bild gesucht BW                              | Kaskadenrestaurant, Nebengebäude | Schlosspark 20 Lage                          | |                                           |       |
| weitere Bilder                               | Gesamtanlage Herkules            | Schlosspark 22 Lage                          | Herkules-Anlage, bestehend aus Oktogon (achteckiges sog. Riesenschloss) mit Herkulesfigur, Vexierwassergrotte, Artischockenbassin, Riesenkopfplateau, Große Kaskaden und Neptunbassin | 18. Jh.                                   |       |
| Bild gesucht BW                              | Wachhaus                         | Schlosspark 24 Lage                          | Parkwächterhaus am Herkules |                                           |       |
| weitere Bilder                               | Aquädukt                         | Schlosspark o. Nr. neben Kommunalstraße Lage | Der Aquädukt ist ein Bauwerk im Bergpark Wilhelmshöhe. Erbaut 1788–1792 nach Plänen von Heinrich Christoph Jussow. | 1788–1792                                 |       |
| weitere Bilder                               | Cestius-Pyramide                 | Schlosspark o. Nr. Lage                      | Die Cestiuspyramide ist ein Gebäude im Bergpark Wilhelmshöhe. Erbaut um 1775 nach Plänen von Simon Louis du Ry. |                                           |       |
| weitere Bilder                               | Eremitage des Sokrates           | Schlosspark o. Nr. Lage                      | Die Eremitage des Sokrates ist ein Gebäude im Bergpark Wilhelmshöhe. Erbaut 1775 nach Plänen von Simon Louis du Ry in Holz, Anfang des 19. Jahrhunderts Nachbau in Stein und Fachwerk. | 1775, Nachbau Anfang des 19. Jahrhunderts |       |
| weitere Bilder                               | Felseneck                        | Schlosspark o. Nr. Lage                      | Das Felseneck ist ein historisches Gebäude im Bergpark Wilhelmshöhe. Erbaut 1794 nach Plänen von Heinrich Christoph Jussow. | 1794                                      |       |
| weitere Bilder                               | Flora Farnesina                  | Schlosspark o. Nr. Lage                      | Die Sandsteinstatue der Flora, mit Bezug auf die Blütengöttin Flora der römischen Mythologie, im Bergpark Wilhelmshöhe. Die Arbeit entstand um 1792 durch Ludwig Daniel Heyd und seinen jüngeren Bruder Johann Wolfgang Heyd. |                                           |       |
| Direkt Bild zu diesem Denkmal hochladen      | Gedenkstein Dachshund Erdmann    | Schlosspark o. Nr.                           | |                                           |       |
| Direkt Bild zu diesem Denkmal hochladen      | Gedenkstein Dr. Harnier          | Schlosspark o. Nr.                           | |                                           |       |
| Statue Franz Vetter am Bergpark Wilhelmshöhe | Gedenkstein Franz Vetter         | Schlosspark 0. Nr. Lage                      | Statue des Hofgärtners Franz Vetter (1824–1896) |                                           |       |
| weitere Bilder                               | Grabmal des Vergil               | Schlosspark o. Nr. Lage                      | Das Grabmal des Vergil ist ein Gebäude im Bergpark Wilhelmshöhe. Erbaut um 1775 nach Plänen von Simon Louis du Ry. | 1775                                      |       |
| weitere Bilder                               | Große Kaskaden mit Neptunbassin  | Schlosspark o. Nr. Lage                      | Die Großen Kaskaden mit dem vorgelagerten Neptunbassin und der Neptungrotte am Herkules im Bergpark Wilhelmshöhe. Diese Kaskaden beginnen östlich unterhalb des Riesenkopfplateaus |                                           |       |
| weitere Bilder                               | Halle des Sokrates               | Schlosspark o. Nr. Lage                      | Die Säulenhalle am Bowlinggreen (als Halle des Sokrates bezeichnet) ist ein halbrunder Tempel im Bergpark Wilhelmshöhe, erbaut 1813–1816 nach Plänen von Heinrich Christoph Jussow | 1813–1816                                 |       |
| weitere Bilder                               | Herkules                         | Schlosspark (bei Nr. 22) Lage                | kupferne Herkules-Statue auf dem pyramidenförmigen Turm des Oktogon, eine Nachbildung des Hercules Farnese des 18. Jh. ist das Wahrzeichen von Kassel | 1713–1717                                 |       |
| weitere Bilder                               | Hexenhäuschen                    | Schlosspark o. Nr. Lage                      | Das Hexenhäuschen ist ein Bauwerk im Bergpark Wilhelmshöhe. Das eckige Hexenhäuschen auf einem aus Geröllsteinen aufgetürmten Hügel entstand nach 1821, aus dem Abbruchmaterial des Apollotempel, nach Plänen von Simon Louis du Ry. Heute ist das Gebäude nicht mehr im Originalzustand. |                                           |       |
| weitere Bilder                               | Jussowkaskaden                   | Schlosspark o. Nr. Lage                      | Die Jussow-Kaskade (auch Jussowscher Wasserfall) ist ein Bauwerk im Bergpark Wilhelmshöhe. Erbaut 1791–1792 nach Plänen von Heinrich Christoph Jussow. | 1791–1792                                 |       |
| weitere Bilder                               | Jussowtempel                     | Schlosspark o. Nr. Lage                      | Der Jussow-Tempel (auch Apollotempel) ist ein Gebäude im Bergpark Wilhelmshöhe. Erbaut 1817–1818 nach Plänen von Heinrich Christoph Jussow. Der kleine Rundbau steht am Fontänenteich. |                                           |       |
| weitere Bilder                               | Kleiner Herkules                 | Schlosspark o. Nr. Lage                      | Die historische Ruine des Kleinen Herkules ist ein Bauwerk am Rande des Bergpark Wilhelmshöhe. Erbaut 1696 als unvollendeter Vorgängerbau des ab 1701 ca. 600 m weiter nordöstlich entstandenen Herkulesbauwerks. |                                           |       |
| weitere Bilder                               | Merkurtempel                     | Schlosspark o. Nr. Lage                      | Der Merkurtempel ist ein Gebäude im Bergpark Wilhelmshöhe. Erbaut 1782–1783 nach Plänen von Simon Louis du Ry in Holz, Umgebaut 1823 in Stein von Johann Conrad Bromeis. | 1782–1783                                 |       |
| weitere Bilder                               | Neuer Wasserfall                 | Schlosspark o. Nr. Lage                      | Der Neue Wasserfall ist ein Bauwerk im Bergpark Wilhelmshöhe. Erbaut ab 1822 nach Planungen von Carl Steinhofer. Der Neue Wasserfall ist seit mehreren Jahrzehnten nicht mehr in Betrieb. | ab 1822                                   |       |
| weitere Bilder                               | Oktogon                          | Schlosspark (bei Nr. 22) Lage                | Das Oktogon (auch als Riesenschloss bezeichnet) ist ein schlossähnliches historisches Bauwerk (zwischen 1700 und 1711 errichtet), als Hauptgebäude der Herkules-Anlage im Bergpark Wilhelmshöhe. Das monumentale Gebäude ist eines der Wahrzeichen des Bergparks und erhebt sich weithin sichtbar auf einem Bergsporn am westlichen Anfang der Großen Kaskaden, auf dem pyramidenförmigen Turm befindet sich die Herkules-Statue. | 1700–1711                                 |       |
| weitere Bilder                               | Peneuskaskaden                   | Schlosspark o. Nr. Lage                      | Die Peneuskaskaden sind ein Bauwerk im Bergpark Wilhelmshöhe. Sie beginnen unterhalb des Aquädukt und enden im Fontänenteich, beim Jussow-Tempel. Erbaut ab 1786 nach Plänen von Heinrich Christoph Jussow. Die Peneuskaskaden bestehen aus insgesamt 7, zwischen ca. 1 m und 5 m hohen Kaskadenbänken mit ihren Abstürzen. 2 kleine Brücken führen über die Wasserflächen. Die Kaskaden sind Teil der Wasserspiele im Bergpark. | ab 1786                                   |       |
| weitere Bilder                               | Plutogrotte                      | Schlosspark o. Nr. Lage                      | Die Plutogrotte ist ein Gebäude im Bergpark Wilhelmshöhe. Das Bauwerk liegt im Hang der Hauptachse zwischen Herkules und Schloss Wilhelmshöhe. Planung: Simon Louis du Ry und Johann Conrad Bromeis; erbaut 1766–1768, erneuert 1820. Das Bauwerk befindet sich nicht mehr in seinem Ursprungszustand, Fenster und Türen sowie die Figurenausstattung im Inneren fehlen. In den äußeren Wandnischen stehen seit wenigen Jahren wieder zwei steinerne Meeresungeheuer von Johann August Nahl dem Älteren. Die Skulpturen stammten ursprünglich aus Schloss Wilhelmsthal und befanden sich ab 1798 bis zum Ende des 19. Jahrhunderts an der Fassade der Plutogrotte. | 1766–1768                                 |       |
| weitere Bilder                               | Sibyllengrotte                   | Schlosspark o. Nr. Lage                      | Die Sibyllengrotte (nach der Sibylle der griechischen Mythologie) ist ein historisches Bauwerk im Bergpark Wilhelmshöhe. Erbaut 1779–1782 nach Plänen von Simon Louis du Ry. | 1779-1782                                 |       |
| weitere Bilder                               | Steinhöfer Wasserfall            | Schlosspark o. Nr. Lage                      | Der Steinhöfer Wasserfall ist ein Bauwerk im Bergpark Wilhelmshöhe, erbaut 1792–1793 nach Plänen von Carl Steinhofer. Der künstliche Wasserfall ist Teil der Wasserspiele im Bergpark. | 1792–1793                                 |       |
| weitere Bilder                               | Teufelsbrücke                    | Schlosspark o. Nr. Lage                      | sog. Teufelsbrücke mit Wasserfall; am Abfluss des Fontänenreservoir zum Höllenteich; erbaut 1791–1793 nach Plänen von Heinrich Christoph Jussow. Heutige eiserne Brücke, entworfen von Johann Conrad Bromeis, ersetzt seit 1826 den Vorgängerbau aus Holz. | 1826 (1791–1793)                          |       |

### Gesamtanlagen Bad Wilhelmshöhe
| Bild            | Bezeichnung                                | Lage                    | Beschreibung | Bauzeit        | Daten |
| --------------- | ------------------------------------------ | ----------------------- | --- | -------------- | ----- |
| Bild gesucht BW | Gesamtanlage „Dorfkern Wahlershausen“      | siehe Beschreibung Lage | die in der Liste aufgeführten Teile der Gesamtanlage: - Alt Wahlershausen 1–9; - An der Insel 1, 2; - Bachstraße 1–15; - Bremelbachstraße 5b; - Kirchditmolder Straße 2, 4–19, 37–39, 41, 43, 45, 47; - Kunoldstraße 3–26; - Lange Straße 9, 11–82, 84, 86, 88, 90, 95, 101, 103, 105, 107, 109, 111; - Rammelsbergstraße 1–11, 13, 15, 17, 19, 21/23; - Stockwiesen 2–9, 11; - Wasserweg 1–11 |                |       |
| Bild gesucht BW | Gesamtanlage „Ederweg“                     | siehe Beschreibung Lage | die in der Liste aufgeführten Teile der Gesamtanlage: - Ederweg 9, 11 - Heideweg 29, 31, 33, 35, 37, 39 - Lahnweg 18–26b - Neckarweg 18–23 |                |       |
| Bild gesucht BW | Gesamtanlage „Elgershäuser Straße“         | siehe Beschreibung Lage | die in der Liste aufgeführten Teile der Gesamtanlage: - Elgershäuser Straße 2, 4, 5, 8, 10, 12, 14, 16 |                |       |
| Bild gesucht BW | Gesamtanlage „Flüsseviertel“               | siehe Beschreibung Lage | die in der Liste aufgeführten Teile der Gesamtanlage: - Baunsbergstraße 15; - Bayernstraße 7–10, 12–18, 20; - Frankenstraße 1–24; - Heideweg 1, 3–17, 19, 21, 23, 25, 27; - Lahnweg 1–8, 10, 12; - Landgraf-Karl-Straße 29, 49, 51, 53, 57; - Mainweg 2, 4, 6–8; - Moselweg 1–18; - Neckarweg 2–17; - Rheinweg 1–10; - Ruhrweg 1, 3; - Sachsenstraße 1–17; - Werraweg 1–21, 23, 25, 27/29, 31, 33; - Westfalenstraße 1–17, 19 |                |       |
| Bild gesucht BW | Gesamtanlage „Kirchditmolder Straße“       | siehe Beschreibung Lage | kleine Wohnsiedlung mit den in der Liste aufgeführten Teilen der Gesamtanlage: - Kirchditmolder Straße 21, 23, 25, 27, 29, 31 und Einfriedung |                |       |
| Bild gesucht BW | Gesamtanlage „Lüttichkaserne“              | siehe Beschreibung Lage | Kasernen-Gebäude der ehemaligen Lüttich-Kaserne mit den in der Liste aufgeführten Teilen der Gesamtanlage: - vormals bez. mit Eugen-Richter-Straße 3, 5, 7 und 9 (Adressänderung wahrscheinlich) |                |       |
| Bild gesucht BW | Gesamtanlage „Rammelsbergstraße“           | siehe Beschreibung Lage | zusammenhängende Wohngebäude mit den in der Liste aufgeführten Teilen der Gesamtanlage: - Rammelsbergstraße 30, 32, 34, 36, 38, 40, 42, 44, 46, 48 und 50; - Weißensteinstraße 61, 63, 65, 67, 69, 71 und 73 |                |       |
| Bild gesucht BW | Gesamtanlage „Villenkolonie Mulang“        | siehe Beschreibung Lage | im 19. Jh. bis Anfang 20. Jh. erbaute Villenkolonie südlich des Bergpark Wilhelmshöhe zwischen Mulangstraße im Norden und dem Verlauf der Drusel im Süden mit den in der Liste aufgeführten Teilen der Gesamtanlage: - Am Rehsprung 2–6; - An den Eichen 2; - Anthoniweg 1–10, 12, 14 und 16; - Brabanter Straße 6, 8, 10, 12, 14, 16, 18, 20, 22, 24, 26–41, 43, 45 und 47; - Burgfeldstraße 1–21; - Hugo-Preuß-Straße 1–48, 50 und 52/54/56; - Im Druseltal 4; - Küperweg 1–4, 6, 8, 10 und 12 - Kurhausstraße 1–20, 22, 27 und 31 - Lindenstraße 1–10, 11/13, 12, 14–23, 25, 27, 29, 31, 33 und 35; - Löwenburgstraße 1–10; - Verlauf der Mulangstraße; - Schlossteichstraße 1–11, 13, 15, 17 und 19; - Siebertweg 1–4, 6, 8, 10 und 12; - Steinhöferstraße 1–15; - Wigandstraße 1–19; | 19./20. Jh.    |       |
| Bild gesucht BW | Gesamtanlage „Villenviertel Wahlershausen“ | siehe Beschreibung Lage | die in der Liste aufgeführten Teile der Gesamtanlage: - Baunsbergstraße 7–12, 14, 16, 18; - Friedrich-Naumann-Straße 2–49, 51/53, 55; - Gerstäckerstraße 1–4, 6; - Heinrich-Wimmer-Straße 1a, 3–11; - Kirchstraße 2a, 4, 6; - Kunoldstraße 29, 32–50, 52, 54, 56, 58, 60, 62, 64, 66, 68, 70, 72, 74; - Landgraf-Karl-Straße 2, 4–48, 50/52, 54, 56, 58, 60, 62, 64, 66, 68; - Mainweg 1, 3; - Rolandstraße 1–10; - Stephanstraße 2–12; - Walther-Schücking-Platz; - Wilhelmshöher Allee 259, 271, 273, 275–310, 312/314, 318, 320, 322, 324 |                |       |
| weitere Bilder  | Gesamtanlage „Wilhelm-Schmidt-Straße“      | siehe Beschreibung Lage | Wohnanlage mit den in der Liste aufgeführten Teilen der Gesamtanlage: - Bungestraße 8, 10; - Landgraf-Karl-Straße 21a; - Wilhelm-Schmidt-Straße 14, 16, 18, 20, 22, 24 | Anfang 20. Jh. |       |
| Bild gesucht BW | Gesamtanlage „Wittichkaserne“              | siehe Beschreibung Lage | Kasernen-Gebäude der ehemaligen Wittich-Kaserne mit den in der Liste aufgeführten Teilen der Gesamtanlage: - Brandenburger Straße 4–6, 9, 11, 13, 15, 17, 19, 21 und 23; - Wilhelm-Rohrbach-Platz; - Württemberger Straße 2, 4, 6, 8, 10, 12, 14, 16, 18 und 22 |                |       |

#### Gesamtanlage Kirchditmolder Straße
Die Gesamtanlage „Kirchditmolder Straße“ besteht aus nachfolgenden Teilen, welche keine ausgewiesenen Einzeldenkmale sind. (weitere Gesamtanlagen in Bad Wilhelmshöhe)
| Bild            | Bezeichnung | Lage                             | Beschreibung                                       | Bauzeit | Daten |
| --------------- | ----------- | -------------------------------- | -------------------------------------------------- | ------- | ----- |
| Bild gesucht BW | Einfriedung | Kirchditmolder Straße 21–31 Lage | Einfriedung zur Straße und linke Grundstücksgrenze |         |       |
| Bild gesucht BW |             | Kirchditmolder Straße 21 Lage    | (nur als Teil der Gesamtanlage)                    |         |       |
| Bild gesucht BW |             | Kirchditmolder Straße 23 Lage    | (nur als Teil der Gesamtanlage)                    |         |       |
| Bild gesucht BW |             | Kirchditmolder Straße 25 Lage    | (nur als Teil der Gesamtanlage)                    |         |       |
| Bild gesucht BW |             | Kirchditmolder Straße 27 Lage    | (nur als Teil der Gesamtanlage)                    |         |       |
| Bild gesucht BW |             | Kirchditmolder Straße 29 Lage    | (nur als Teil der Gesamtanlage)                    |         |       |
| Bild gesucht BW |             | Kirchditmolder Straße 31 Lage    | (nur als Teil der Gesamtanlage)                    |         |       |

#### Gesamtanlage Lüttichkaserne
Die Gesamtanlage „Lüttichkaserne“ besteht aus nachfolgenden Teilen, welche keine ausgewiesenen Einzeldenkmale sind. (weitere Gesamtanlagen in Bad Wilhelmshöhe)
| Bild                                    | Bezeichnung | Lage                   | Beschreibung                    | Bauzeit | Daten |
| --------------------------------------- | ----------- | ---------------------- | ------------------------------- | ------- | ----- |
| Direkt Bild zu diesem Denkmal hochladen |             | Eugen-Richter-Straße 3 | (nur als Teil der Gesamtanlage) |         |       |
| Direkt Bild zu diesem Denkmal hochladen |             | Eugen-Richter-Straße 5 | (nur als Teil der Gesamtanlage) |         |       |
| Direkt Bild zu diesem Denkmal hochladen |             | Eugen-Richter-Straße 7 | (nur als Teil der Gesamtanlage) |         |       |
| Direkt Bild zu diesem Denkmal hochladen |             | Eugen-Richter-Straße 9 | (nur als Teil der Gesamtanlage) |         |       |

#### Gesamtanlage Rammelsbergstraße
Die Gesamtanlage „Rammelsbergstraße“ besteht aus nachfolgenden Teilen, welche keine ausgewiesenen Einzeldenkmale sind. (weitere Gesamtanlagen in Bad Wilhelmshöhe)
| Bild            | Bezeichnung | Lage                      | Beschreibung                    | Bauzeit | Daten |
| --------------- | ----------- | ------------------------- | ------------------------------- | ------- | ----- |
| Bild gesucht BW |             | Rammelsbergstraße 30 Lage | (nur als Teil der Gesamtanlage) |         |       |
| Bild gesucht BW |             | Rammelsbergstraße 32 Lage | (nur als Teil der Gesamtanlage) |         |       |
| Bild gesucht BW |             | Rammelsbergstraße 34 Lage | (nur als Teil der Gesamtanlage) |         |       |
| Bild gesucht BW |             | Rammelsbergstraße 36 Lage | (nur als Teil der Gesamtanlage) |         |       |
| Bild gesucht BW |             | Rammelsbergstraße 38 Lage | (nur als Teil der Gesamtanlage) |         |       |
| Bild gesucht BW |             | Rammelsbergstraße 40 Lage | (nur als Teil der Gesamtanlage) |         |       |
| Bild gesucht BW |             | Rammelsbergstraße 42 Lage | (nur als Teil der Gesamtanlage) |         |       |
| Bild gesucht BW |             | Rammelsbergstraße 44 Lage | (nur als Teil der Gesamtanlage) |         |       |
| Bild gesucht BW |             | Rammelsbergstraße 46 Lage | (nur als Teil der Gesamtanlage) |         |       |
| Bild gesucht BW |             | Rammelsbergstraße 48 Lage | (nur als Teil der Gesamtanlage) |         |       |
| Bild gesucht BW |             | Rammelsbergstraße 50 Lage | (nur als Teil der Gesamtanlage) |         |       |
| Bild gesucht BW |             | Weißensteinstraße 61 Lage | (nur als Teil der Gesamtanlage) |         |       |
| Bild gesucht BW |             | Weißensteinstraße 63 Lage | (nur als Teil der Gesamtanlage) |         |       |
| Bild gesucht BW |             | Weißensteinstraße 65 Lage | (nur als Teil der Gesamtanlage) |         |       |
| Bild gesucht BW |             | Weißensteinstraße 67 Lage | (nur als Teil der Gesamtanlage) |         |       |
| Bild gesucht BW |             | Weißensteinstraße 69 Lage | (nur als Teil der Gesamtanlage) |         |       |
| Bild gesucht BW |             | Weißensteinstraße 71 Lage | (nur als Teil der Gesamtanlage) |         |       |
| Bild gesucht BW |             | Weißensteinstraße 73 Lage | (nur als Teil der Gesamtanlage) |         |       |

#### Gesamtanlage Villenkolonie Mulang
Die Gesamtanlage „Villenkolonie Mulang“ besteht aus nachfolgenden Teilen, welche keine ausgewiesenen Einzeldenkmale sind. (weitere Gesamtanlagen in Bad Wilhelmshöhe)
| Bild                                    | Bezeichnung | Lage                                             | Beschreibung | Bauzeit | Daten |
| --------------------------------------- | ----------- | ------------------------------------------------ | --- | ------- | ----- |
|                                         |             | Am Rehsprung 2 Lage                              | (nur als Teil der Gesamtanlage) |         |       |
| Bild gesucht BW                         |             | Am Rehsprung 3 Lage                              | (nur als Teil der Gesamtanlage) |         |       |
| Bild gesucht BW                         |             | Am Rehsprung 4 Lage                              | (nur als Teil der Gesamtanlage) |         |       |
| Bild gesucht BW                         |             | Am Rehsprung 5 Lage                              | (nur als Teil der Gesamtanlage) |         |       |
| Bild gesucht BW                         |             | Am Rehsprung 6 Lage                              | (nur als Teil der Gesamtanlage) |         |       |
| Bild gesucht BW                         |             | An den Eichen 2 Lage                             | (nur als Teil der Gesamtanlage) |         |       |
|                                         |             | Anthoniweg 1 Lage                                | (nur als Teil der Gesamtanlage) |         |       |
|                                         |             | Anthoniweg 2 Lage                                | (nur als Teil der Gesamtanlage) |         |       |
|                                         |             | Anthoniweg 3 Lage                                | (nur als Teil der Gesamtanlage) |         |       |
|                                         |             | Anthoniweg 4 Lage                                | (nur als Teil der Gesamtanlage) |         |       |
|                                         |             | Anthoniweg 5 Lage                                | (nur als Teil der Gesamtanlage) |         |       |
|                                         |             | Anthoniweg 6 Lage                                | (nur als Teil der Gesamtanlage) |         |       |
|                                         |             | Anthoniweg 7 Lage                                | (nur als Teil der Gesamtanlage) |         |       |
|                                         |             | Anthoniweg 8 Lage                                | (nur als Teil der Gesamtanlage) |         |       |
|                                         |             | Anthoniweg 9 Lage                                | (nur als Teil der Gesamtanlage) |         |       |
|                                         |             | Anthoniweg 10 Lage                               | |         |       |
|                                         |             | Anthoniweg 12 Lage                               | (nur als Teil der Gesamtanlage) |         |       |
|                                         |             | Anthoniweg 14 Lage                               | |         |       |
|                                         |             | Anthoniweg 16 Lage                               | (nur als Teil der Gesamtanlage) |         |       |
| Bild gesucht BW                         |             | Brabanter Straße 6 Lage                          | (nur als Teil der Gesamtanlage) |         |       |
|                                         |             | Brabanter Straße 8 Lage                          | |         |       |
| Bild gesucht BW                         |             | Brabanter Straße 10 Lage                         | (nur als Teil der Gesamtanlage) |         |       |
| Bild gesucht BW                         |             | Brabanter Straße 12 Lage                         | (nur als Teil der Gesamtanlage) |         |       |
|                                         |             | Brabanter Straße 14 Lage                         | (nur als Teil der Gesamtanlage) |         |       |
| Bild gesucht BW                         |             | Brabanter Straße 16 Lage                         | (nur als Teil der Gesamtanlage) |         |       |
|                                         |             | Brabanter Straße 18 Lage                         | (nur als Teil der Gesamtanlage) |         |       |
|                                         |             | Brabanter Straße 20 Lage                         | (nur als Teil der Gesamtanlage) |         |       |
|                                         |             | Brabanter Straße 22 Lage                         | (nur als Teil der Gesamtanlage) |         |       |
|                                         |             | Brabanter Straße 24 Lage                         | (nur als Teil der Gesamtanlage) |         |       |
|                                         |             | Brabanter Straße 26 Lage                         | (nur als Teil der Gesamtanlage) |         |       |
| Direkt Bild zu diesem Denkmal hochladen |             | Brabanter Straße 27                              | (nur als Teil der Gesamtanlage) |         |       |
| Bild gesucht BW                         |             | Brabanter Straße 28 Lage                         | (nur als Teil der Gesamtanlage) |         |       |
| Bild gesucht BW                         |             | Brabanter Straße 29 Lage                         | (nur als Teil der Gesamtanlage) |         |       |
| Bild gesucht BW                         |             | Brabanter Straße 30 Lage                         | |         |       |
| Bild gesucht BW                         |             | Brabanter Straße 31 Lage                         | (nur als Teil der Gesamtanlage) |         |       |
| Bild gesucht BW                         |             | Brabanter Straße 32 Lage                         | (nur als Teil der Gesamtanlage) |         |       |
| Bild gesucht BW                         |             | Brabanter Straße 33 Lage                         | (nur als Teil der Gesamtanlage) |         |       |
| Bild gesucht BW                         |             | Brabanter Straße 34 Lage                         | (nur als Teil der Gesamtanlage) |         |       |
| Bild gesucht BW                         |             | Brabanter Straße 35 Lage                         | |         |       |
|                                         |             | Brabanter Straße 36 Lage                         | (nur als Teil der Gesamtanlage) |         |       |
| Bild gesucht BW                         |             | Brabanter Straße 37 Lage                         | (nur als Teil der Gesamtanlage) |         |       |
|                                         |             | Brabanter Straße 38 Lage                         | (nur als Teil der Gesamtanlage) |         |       |
|                                         |             | Brabanter Straße 39 Lage                         | (nur als Teil der Gesamtanlage) |         |       |
| Bild gesucht BW                         |             | Brabanter Straße 40 Lage                         | (nur als Teil der Gesamtanlage) |         |       |
| Bild gesucht BW                         |             | Brabanter Straße 41 Lage                         | (nur als Teil der Gesamtanlage) |         |       |
| Bild gesucht BW                         |             | Brabanter Straße 43 Lage                         | (nur als Teil der Gesamtanlage) |         |       |
| Direkt Bild zu diesem Denkmal hochladen |             | Brabanter Straße 45                              | (nur als Teil der Gesamtanlage) |         |       |
| Bild gesucht BW                         |             | Brabanter Straße 47 Lage                         | (nur als Teil der Gesamtanlage) |         |       |
|                                         |             | Burgfeldstraße 1 Lage                            | (nur als Teil der Gesamtanlage) |         |       |
|                                         |             | Burgfeldstraße 2 Lage                            | (nur als Teil der Gesamtanlage) |         |       |
|                                         |             | Burgfeldstraße 3 Lage                            | |         |       |
|                                         |             | Burgfeldstraße 4 Lage                            | |         |       |
|                                         |             | Burgfeldstraße 5 Lage                            | |         |       |
|                                         |             | Burgfeldstraße 6 Lage                            | |         |       |
|                                         |             | Burgfeldstraße 7 Lage                            | |         |       |
|                                         |             | Burgfeldstraße 8 Lage                            | |         |       |
| Bild gesucht BW                         | Einfriedung | Burgfeldstraße 8a Lage                           | |         |       |
|                                         |             | Burgfeldstraße 9 Lage                            | |         |       |
|                                         |             | Burgfeldstraße 10 Lage                           | (nur als Teil der Gesamtanlage) |         |       |
|                                         |             | Burgfeldstraße 11 Lage                           | (nur als Teil der Gesamtanlage) |         |       |
| Bild gesucht BW                         |             | Burgfeldstraße 12 Lage                           | (nur als Teil der Gesamtanlage) |         |       |
|                                         |             | Burgfeldstraße 13 Lage                           | (nur als Teil der Gesamtanlage) |         |       |
| Bild gesucht BW                         |             | Burgfeldstraße 14 Lage                           | (nur als Teil der Gesamtanlage) |         |       |
|                                         |             | Burgfeldstraße 15 Lage                           | (nur als Teil der Gesamtanlage) |         |       |
|                                         |             | Burgfeldstraße 16 Lage                           | (nur als Teil der Gesamtanlage) |         |       |
| Bild gesucht BW                         |             | Burgfeldstraße 17 Lage                           | seit 1987 Seniorenheim Burgfeldstraße, (nur als Teil der Gesamtanlage) |         |       |
| Bild gesucht BW                         |             | Burgfeldstraße 18 Lage                           | |         |       |
| Bild gesucht BW                         |             | Burgfeldstraße 19 Lage                           | |         |       |
|                                         |             | Burgfeldstraße 21 Lage                           | |         |       |
| Direkt Bild zu diesem Denkmal hochladen |             | Hugo-Preuß-Straße 1                              | (nur als Teil der Gesamtanlage) |         |       |
|                                         |             | Hugo-Preuß-Straße 2 Lage                         | (nur als Teil der Gesamtanlage) |         |       |
| Bild gesucht BW                         |             | Hugo-Preuß-Straße 3 Lage                         | (nur als Teil der Gesamtanlage) |         |       |
| Bild gesucht BW                         |             | Hugo-Preuß-Straße 4 Lage                         | (nur als Teil der Gesamtanlage) |         |       |
|                                         |             | Hugo-Preuß-Straße 5 Lage                         | (nur als Teil der Gesamtanlage) |         |       |
| Bild gesucht BW                         |             | Hugo-Preuß-Straße 6 Lage                         | (nur als Teil der Gesamtanlage) |         |       |
| Direkt Bild zu diesem Denkmal hochladen |             | Hugo-Preuß-Straße 7                              | (nur als Teil der Gesamtanlage) |         |       |
|                                         |             | Hugo-Preuß-Straße 8 Lage                         | (nur als Teil der Gesamtanlage) |         |       |
|                                         |             | Hugo-Preuß-Straße 9 Lage                         | (nur als Teil der Gesamtanlage) |         |       |
|                                         |             | Hugo-Preuß-Straße 10 Lage                        | (nur als Teil der Gesamtanlage) |         |       |
|                                         |             | Hugo-Preuß-Straße 11 Lage                        | (nur als Teil der Gesamtanlage) |         |       |
|                                         |             | Hugo-Preuß-Straße 12 Lage                        | (nur als Teil der Gesamtanlage) |         |       |
|                                         |             | Hugo-Preuß-Straße 14 Lage                        | (nur als Teil der Gesamtanlage) |         |       |
|                                         |             | Hugo-Preuß-Straße 16 Lage                        | (nur als Teil der Gesamtanlage) |         |       |
|                                         |             | Hugo-Preuß-Straße 17 Lage                        | (nur als Teil der Gesamtanlage) |         |       |
|                                         |             | Hugo-Preuß-Straße 18 Lage                        | (nur als Teil der Gesamtanlage) |         |       |
| weitere Bilder                          |             | Hugo-Preuß-Straße 19 Lage                        | (nur als Teil der Gesamtanlage) |         |       |
|                                         |             | Hugo-Preuß-Straße 20 Lage                        | (nur als Teil der Gesamtanlage) |         |       |
|                                         |             | Hugo-Preuß-Straße 21 Lage                        | (nur als Teil der Gesamtanlage) |         |       |
|                                         |             | Hugo-Preuß-Straße 23 Lage                        | |         |       |
|                                         |             | Hugo-Preuß-Straße 25 Lage                        | (nur als Teil der Gesamtanlage) |         |       |
|                                         |             | Hugo-Preuß-Straße 27 Lage                        | (nur als Teil der Gesamtanlage) |         |       |
|                                         |             | Hugo-Preuß-Straße 29 Lage                        | (nur als Teil der Gesamtanlage) |         |       |
|                                         |             | Hugo-Preuß-Straße 30 Lage                        | (nur als Teil der Gesamtanlage) |         |       |
|                                         |             | Hugo-Preuß-Straße 31 Lage                        | (nur als Teil der Gesamtanlage) |         |       |
|                                         |             | Hugo-Preuß-Straße 32 Lage                        | (nur als Teil der Gesamtanlage) |         |       |
|                                         |             | Hugo-Preuß-Straße 33 Lage                        | (nur als Teil der Gesamtanlage) |         |       |
|                                         |             | Hugo-Preuß-Straße 34 Lage                        | (nur als Teil der Gesamtanlage) |         |       |
|                                         |             | Hugo-Preuß-Straße 35 Lage                        | (nur als Teil der Gesamtanlage) |         |       |
| Bild gesucht BW                         | Einfriedung | Hugo-Preuß-Straße 36 Lage                        | |         |       |
|                                         |             | Hugo-Preuß-Straße 37 Lage                        | (nur als Teil der Gesamtanlage) |         |       |
|                                         |             | Hugo-Preuß-Straße 38 Lage                        | (nur als Teil der Gesamtanlage) |         |       |
|                                         |             | Hugo-Preuß-Straße 39 Lage                        | (nur als Teil der Gesamtanlage) |         |       |
|                                         |             | Hugo-Preuß-Straße 40 Lage                        | seit 2009 CVJM-Hochschule Kassel |         |       |
|                                         |             | Hugo-Preuß-Straße 41 Lage                        | |         |       |
|                                         |             | Hugo-Preuß-Straße 42 Lage                        | |         |       |
|                                         |             | Hugo-Preuß-Straße 43 Lage                        | (nur als Teil der Gesamtanlage) |         |       |
|                                         |             | Hugo-Preuß-Straße 44 Lage                        | |         |       |
|                                         |             | Hugo-Preuß-Straße 45 Lage                        | |         |       |
|                                         |             | Hugo-Preuß-Straße 46 Lage                        | (nur als Teil der Gesamtanlage) |         |       |
|                                         |             | Hugo-Preuß-Straße 47 Lage                        | (nur als Teil der Gesamtanlage) |         |       |
|                                         |             | Hugo-Preuß-Straße 48 Lage                        | (nur als Teil der Gesamtanlage) |         |       |
|                                         |             | Hugo-Preuß-Straße 50 Lage                        | |         |       |
|                                         |             | Hugo-Preuß-Straße 52/54/56 Lage                  | |         |       |
| Bild gesucht BW                         |             | Im Druseltal 4 Lage                              | (nur als Teil der Gesamtanlage) |         |       |
| Bild gesucht BW                         |             | Küperweg 1 Lage                                  | (nur als Teil der Gesamtanlage) |         |       |
|                                         |             | Küperweg 2 Lage                                  | (nur als Teil der Gesamtanlage) |         |       |
| Bild gesucht BW                         |             | Küperweg 3 Lage                                  | (nur als Teil der Gesamtanlage) |         |       |
| Bild gesucht BW                         |             | Küperweg 4 Lage                                  | (nur als Teil der Gesamtanlage) |         |       |
|                                         |             | Kurhausstraße 1 Lage                             | |         |       |
|                                         |             | Kurhausstraße 2 Lage                             | (nur als Teil der Gesamtanlage) |         |       |
|                                         |             | Kurhausstraße 3 Lage                             | mit Einfriedung |         |       |
|                                         |             | Kurhausstraße 4 Lage                             | (nur als Teil der Gesamtanlage) |         |       |
|                                         |             | Kurhausstraße 5 Lage                             | mit Einfriedung |         |       |
| Bild gesucht BW                         |             | Kurhausstraße 6 Lage                             | (nur als Teil der Gesamtanlage) |         |       |
|                                         |             | Kurhausstraße 7 Lage                             | mit Einfriedung |         |       |
|                                         |             | Kurhausstraße 8 Lage                             | (nur als Teil der Gesamtanlage) |         |       |
|                                         |             | Kurhausstraße 9 Lage                             | (nur als Teil der Gesamtanlage) |         |       |
|                                         |             | Kurhausstraße 11 Lage                            | (nur als Teil der Gesamtanlage) |         |       |
|                                         |             | Kurhausstraße 12 Lage                            | (nur als Teil der Gesamtanlage) |         |       |
| Bild gesucht BW                         |             | Kurhausstraße 13 Lage                            | (nur als Teil der Gesamtanlage) |         |       |
|                                         |             | Kurhausstraße 14 Lage                            | (nur als Teil der Gesamtanlage) |         |       |
| Bild gesucht BW                         |             | Kurhausstraße 15 Lage                            | (nur als Teil der Gesamtanlage) |         |       |
| Bild gesucht BW                         | Einfriedung | Kurhausstraße 15a/17/Brabanter Straße 10/12 Lage | |         |       |
| Bild gesucht BW                         |             | Kurhausstraße 17 Lage                            | (nur als Teil der Gesamtanlage) |         |       |
| Bild gesucht BW                         |             | Kurhausstraße 18 Lage                            | (nur als Teil der Gesamtanlage) |         |       |
| Bild gesucht BW                         |             | Kurhausstraße 20 Lage                            | (nur als Teil der Gesamtanlage) |         |       |
| Bild gesucht BW                         |             | Kurhausstraße 22 Lage                            | (nur als Teil der Gesamtanlage) |         |       |
| Bild gesucht BW                         |             | Kurhausstraße 27 Lage                            | (nur als Teil der Gesamtanlage) |         |       |
| Schwimmbad                              | Schwimmbad  | Kurhausstraße 31 Lage                            | (nur als Teil der Gesamtanlage) |         |       |
|                                         |             | Lindenstraße 1 Lage                              | |         |       |
|                                         |             | Lindenstraße 2 Lage                              | (nur als Teil der Gesamtanlage) |         |       |
|                                         |             | Lindenstraße 4 Lage                              | |         |       |
|                                         |             | Lindenstraße 5 Lage                              | (nur als Teil der Gesamtanlage) |         |       |
|                                         |             | Lindenstraße 6 Lage                              | (nur als Teil der Gesamtanlage) |         |       |
|                                         |             | Lindenstraße 7 Lage                              | (nur als Teil der Gesamtanlage) |         |       |
| Bild gesucht BW                         |             | Lindenstraße 8 Lage                              | (nur als Teil der Gesamtanlage) |         |       |
|                                         |             | Lindenstraße 9 Lage                              | |         |       |
| Bild gesucht BW                         |             | Lindenstraße 10 Lage                             | (nur als Teil der Gesamtanlage) |         |       |
| weitere Bilder                          | Wohnvilla   | Lindenstraße 11/13 Lage                          | 3-geschossiges, 2-teiliges villenartiges Wohnhaus mit Steinsockel, vor Nr. 11 sind die Stolpersteine von David und Paul Bloch verlegt (siehe) |         |       |
|                                         |             | Lindenstraße 12 Lage                             | |         |       |
|                                         |             | Lindenstraße 14 Lage                             | (nur als Teil der Gesamtanlage) |         |       |
|                                         |             | Lindenstraße 15 Lage                             | (nur als Teil der Gesamtanlage) |         |       |
|                                         |             | Lindenstraße 16 Lage                             | (nur als Teil der Gesamtanlage) |         |       |
|                                         |             | Lindenstraße 17 Lage                             | (nur als Teil der Gesamtanlage) |         |       |
|                                         |             | Lindenstraße 19 Lage                             | (nur als Teil der Gesamtanlage) |         |       |
|                                         |             | Lindenstraße 21 Lage                             | (nur als Teil der Gesamtanlage) |         |       |
|                                         |             | Lindenstraße 22 Lage                             | (nur als Teil der Gesamtanlage) |         |       |
|                                         |             | Lindenstraße 23 Lage                             | (nur als Teil der Gesamtanlage) |         |       |
|                                         |             | Lindenstraße 25 Lage                             | (nur als Teil der Gesamtanlage) |         |       |
|                                         |             | Lindenstraße 27 Lage                             | (nur als Teil der Gesamtanlage) |         |       |
|                                         |             | Lindenstraße 29 Lage                             | |         |       |
|                                         |             | Lindenstraße 31 Lage                             | (nur als Teil der Gesamtanlage) |         |       |
|                                         |             | Lindenstraße 33 Lage                             | (nur als Teil der Gesamtanlage) |         |       |
|                                         |             | Lindenstraße 35 Lage                             | (nur als Teil der Gesamtanlage) |         |       |
| Bild gesucht BW                         |             | Löwenburgstraße 1 Lage                           | (nur als Teil der Gesamtanlage) |         |       |
| Bild gesucht BW                         |             | Löwenburgstraße 2 Lage                           | (nur als Teil der Gesamtanlage) |         |       |
|                                         |             | Löwenburgstraße 3 Lage                           | |         |       |
| Bild gesucht BW                         |             | Löwenburgstraße 4 Lage                           | (nur als Teil der Gesamtanlage) |         |       |
|                                         |             | Löwenburgstraße 6 Lage                           | |         |       |
|                                         |             | Löwenburgstraße 9 Lage                           | |         |       |
|                                         |             | Löwenburgstraße 10 Lage                          | |         |       |
| weitere Bilder                          | Straße      | Mulangstraße Lage                                | historischer Straßenverlauf der Mulangstraße, als Verbindungsstraße (früher Parkweg) von der Mündung in die Wilhelmshöher Allee im Osten an der Habichtswald-Klinik entlang den südlichen Zugängen zum Bergpark und dem historischen Dorf Mulang bis zur Kehre am Tiergarten im Westen, (nur als Teil der Gesamtanlage) |         |       |
|                                         |             | Schlossteichstraße 1 Lage                        | (nur als Teil der Gesamtanlage) |         |       |
| Bild gesucht BW                         |             | Schlossteichstraße 2 Lage                        | (nur als Teil der Gesamtanlage) |         |       |
| Bild gesucht BW                         |             | Schlossteichstraße 3 Lage                        | |         |       |
|                                         |             | Schlossteichstraße 4 Lage                        | |         |       |
|                                         |             | Schlossteichstraße 5 Lage                        | |         |       |
|                                         |             | Schlossteichstraße 6 Lage                        | mit Brunnen und Einfriedung |         |       |
|                                         |             | Schlossteichstraße 7 Lage                        | (nur als Teil der Gesamtanlage) |         |       |
| Bild gesucht BW                         | Einfriedung | Schlossteichstraße 8 Lage                        | |         |       |
| Bild gesucht BW                         |             | Schlossteichstraße 9 Lage                        | (nur als Teil der Gesamtanlage) |         |       |
|                                         |             | Schlossteichstraße 10 Lage                       | |         |       |
| Bild gesucht BW                         |             | Schlossteichstraße 11 Lage                       | (nur als Teil der Gesamtanlage) |         |       |
|                                         |             | Schlossteichstraße 13 Lage                       | (nur als Teil der Gesamtanlage) |         |       |
| Bild gesucht BW                         | Einfriedung | Schlossteichstraße 15 Lage                       | |         |       |
|                                         |             | Schlossteichstraße 17 Lage                       | (nur als Teil der Gesamtanlage) |         |       |
|                                         |             | Schlossteichstraße 19 + Einfriedung Lage         | (nur als Teil der Gesamtanlage) |         |       |
|                                         |             | Siebertweg 1 Lage                                | (nur als Teil der Gesamtanlage) |         |       |
|                                         |             | Siebertweg 2 Lage                                | |         |       |
|                                         |             | Siebertweg 3 Lage                                | (nur als Teil der Gesamtanlage) |         |       |
| Bild gesucht BW                         |             | Siebertweg 4 Lage                                | |         |       |
| Bild gesucht BW                         |             | Siebertweg 6 Lage                                | |         |       |
| Bild gesucht BW                         |             | Siebertweg 8 Lage                                | (nur als Teil der Gesamtanlage) |         |       |
|                                         |             | Siebertweg 12 Lage                               | (nur als Teil der Gesamtanlage) |         |       |
| Direkt Bild zu diesem Denkmal hochladen |             | Steinhöferstraße 1                               | (nur als Teil der Gesamtanlage) |         |       |
|                                         |             | Steinhöferstraße 2 Lage                          | (nur als Teil der Gesamtanlage) |         |       |
| Bild gesucht BW                         |             | Steinhöferstraße 3 Lage                          | (nur als Teil der Gesamtanlage) |         |       |
| Bild gesucht BW                         | Einfriedung | Steinhöferstraße 4 Lage                          | |         |       |
| Bild gesucht BW                         |             | Steinhöferstraße 5 Lage                          | |         |       |
| Bild gesucht BW                         |             | Steinhöferstraße 6 Lage                          | mit Einfriedung |         |       |
| Einfriedung                             | Einfriedung | Steinhöferstraße 6a Lage                         | |         |       |
|                                         |             | Steinhöferstraße 8 Lage                          | (nur als Teil der Gesamtanlage) |         |       |
| Bild gesucht BW                         |             | Steinhöferstraße 9 Lage                          | |         |       |
| Bild gesucht BW                         |             | Steinhöferstraße 10 Lage                         | |         |       |
| Bild gesucht BW                         |             | Steinhöferstraße 11 Lage                         | (nur als Teil der Gesamtanlage) |         |       |
|                                         |             | Steinhöferstraße 12 Lage                         | |         |       |
| Bild gesucht BW                         |             | Steinhöferstraße 13 Lage                         | (nur als Teil der Gesamtanlage) |         |       |
|                                         |             | Steinhöferstraße 14 Lage                         | (nur als Teil der Gesamtanlage) |         |       |
| Bild gesucht BW                         |             | Steinhöferstraße 15 Lage                         | (nur als Teil der Gesamtanlage) |         |       |
| Klinik                                  | Klinik      | Wigandstraße 1 Lage                              | Habichtswald-Klinik |         |       |
|                                         |             | Wigandstraße 2 Lage                              | (nur als Teil der Gesamtanlage) |         |       |
| Bild gesucht BW                         | Klinik      | Wigandstraße 3 Lage                              | separates Klinikgebäude zur Habichtswald-Klinik, (nur als Teil der Gesamtanlage) |         |       |
|                                         |             | Wigandstraße 4 Lage                              | |         |       |
| Bild gesucht BW                         |             | Wigandstraße 5 Lage                              | Nebengebäude der Habichtswald-Klinik, (nur als Teil der Gesamtanlage) |         |       |
| Bild gesucht BW                         |             | Wigandstraße 6 Lage                              | das Gebäude wurde abgerissen und durch einen Neubau ersetzt |         |       |
|                                         |             | Wigandstraße 7 Lage                              | (nur als Teil der Gesamtanlage) |         |       |
| Bild gesucht BW                         |             | Wigandstraße 8 Lage                              | das Gebäude wurde abgerissen und durch einen Neubau ersetzt |         |       |
|                                         |             | Wigandstraße 9 Lage                              | (nur als Teil der Gesamtanlage) |         |       |
|                                         |             | Wigandstraße 9a Lage                             | |         |       |
|                                         |             | Wigandstraße 10 Lage                             | (nur als Teil der Gesamtanlage) |         |       |
|                                         |             | Wigandstraße 11 Lage                             | (nur als Teil der Gesamtanlage) |         |       |
| Bild gesucht BW                         |             | Wigandstraße 12 Lage                             | |         |       |
|                                         |             | Wigandstraße 13 Lage                             | (nur als Teil der Gesamtanlage) |         |       |
| Bild gesucht BW                         |             | Wigandstraße 14 Lage                             | |         |       |
| Bild gesucht BW                         |             | Wigandstraße 15 Lage                             | (nur als Teil der Gesamtanlage) |         |       |
| Bild gesucht BW                         |             | Wigandstraße 16 Lage                             | (nur als Teil der Gesamtanlage) |         |       |
|                                         |             | Wigandstraße 17 Lage                             | mit Einfriedung |         |       |
| Bild gesucht BW                         |             | Wigandstraße 19 Lage                             | (nur als Teil der Gesamtanlage) |         |       |
| Bild gesucht BW                         | Gartenhaus  | Wigandstraße 19 Lage                             | (nur als Teil der Gesamtanlage) |         |       |

#### Gesamtanlage Wilhelm-Schmidt-Straße
Die Gesamtanlage „Wilhelm-Schmidt-Straße“ besteht aus nachfolgenden Teilen, welche keine ausgewiesenen Einzeldenkmale sind. (weitere Gesamtanlagen in Bad Wilhelmshöhe)

| Bild           | Bezeichnung | Lage                           | Beschreibung | Bauzeit   | Daten |
| -------------- | ----------- | ------------------------------ | --- | --------- | ----- |
| Wohnhaus       | Wohnhaus    | Bungestraße 8 (lt. Plan) Lage  | (nur als Teil der Gesamtanlage) |           |       |
| weitere Bilder | Wohnhaus    | Bungestraße 10 Lage            | Wohnhaus in geschlossener Bauweise, (nur als Teil der Gesamtanlage) |           |       |
| weitere Bilder | Wohnhaus    | Landgraf-Karl-Straße 21a Lage  | Wohnhaus in offener Bauweise, Ecklage zur Wilhelm-Schmidt-Straße am Südende des Walther-Schücking-Platz, bezeichnet mit: „Erbaut in schwerer Zeit 1916–1917“, (nur als Teil der Gesamtanlage) | 1916-1917 |       |
| weitere Bilder | Wohnhaus    | Wilhelm-Schmidt-Straße 14 Lage | Wohnhaus in geschlossener Bauweise, (nur als Teil der Gesamtanlage) |           |       |
| weitere Bilder | Wohnhaus    | Wilhelm-Schmidt-Straße 16 Lage | Wohnhaus in geschlossener Bauweise, (nur als Teil der Gesamtanlage) |           |       |
| weitere Bilder | Wohnhaus    | Wilhelm-Schmidt-Straße 18 Lage | Wohnhaus in geschlossener Bauweise, (nur als Teil der Gesamtanlage) |           |       |
| weitere Bilder | Wohnhaus    | Wilhelm-Schmidt-Straße 20 Lage | Wohnhaus in geschlossener Bauweise, (nur als Teil der Gesamtanlage) |           |       |
| weitere Bilder | Wohnhaus    | Wilhelm-Schmidt-Straße 22 Lage | Wohnhaus in geschlossener Bauweise, (nur als Teil der Gesamtanlage) |           |       |
| weitere Bilder | Wohnhaus    | Wilhelm-Schmidt-Straße 24 Lage | Wohnhaus in halboffener Bauweise, (nur als Teil der Gesamtanlage) |           |       |

#### Gesamtanlage Wittich-Kaserne
Die Gesamtanlage „Wittich-Kaserne“ besteht aus nachfolgenden Teilen, welche keine ausgewiesenen Einzeldenkmale sind. (weitere Gesamtanlagen in Bad Wilhelmshöhe)
| Bild                                    | Bezeichnung | Lage                         | Beschreibung                    | Bauzeit | Daten |
| --------------------------------------- | ----------- | ---------------------------- | ------------------------------- | ------- | ----- |
| Bild gesucht BW                         |             | Brandenburger Straße 4 Lage  | (nur als Teil der Gesamtanlage) |         |       |
| Bild gesucht BW                         |             | Brandenburger Straße 5 Lage  | (nur als Teil der Gesamtanlage) |         |       |
| Bild gesucht BW                         |             | Brandenburger Straße 6 Lage  | (nur als Teil der Gesamtanlage) |         |       |
| Direkt Bild zu diesem Denkmal hochladen |             | Brandenburger Straße 7       | (nur als Teil der Gesamtanlage) |         |       |
| Bild gesucht BW                         |             | Brandenburger Straße 9 Lage  | (nur als Teil der Gesamtanlage) |         |       |
| Bild gesucht BW                         |             | Brandenburger Straße 11 Lage | (nur als Teil der Gesamtanlage) |         |       |
| Bild gesucht BW                         |             | Brandenburger Straße 13 Lage | (nur als Teil der Gesamtanlage) |         |       |
| Bild gesucht BW                         |             | Brandenburger Straße 15 Lage | (nur als Teil der Gesamtanlage) |         |       |
| Bild gesucht BW                         |             | Brandenburger Straße 17 Lage | (nur als Teil der Gesamtanlage) |         |       |
| Bild gesucht BW                         |             | Brandenburger Straße 19 Lage | (nur als Teil der Gesamtanlage) |         |       |
| Bild gesucht BW                         |             | Brandenburger Straße 21 Lage | (nur als Teil der Gesamtanlage) |         |       |
| Bild gesucht BW                         |             | Brandenburger Straße 23 Lage | (nur als Teil der Gesamtanlage) |         |       |
| Bild gesucht BW                         |             | Wilhelm-Rohrbach-Platz Lage  | (nur als Teil der Gesamtanlage) |         |       |
| Bild gesucht BW                         |             | Württemberger Straße 2 Lage  | (nur als Teil der Gesamtanlage) |         |       |
| Bild gesucht BW                         |             | Württemberger Straße 4 Lage  | (nur als Teil der Gesamtanlage) |         |       |
| Bild gesucht BW                         |             | Württemberger Straße 6 Lage  | (nur als Teil der Gesamtanlage) |         |       |
| Bild gesucht BW                         |             | Württemberger Straße 8 Lage  | (nur als Teil der Gesamtanlage) |         |       |
| Bild gesucht BW                         |             | Württemberger Straße 10 Lage | (nur als Teil der Gesamtanlage) |         |       |
| Bild gesucht BW                         |             | Württemberger Straße 12 Lage | (nur als Teil der Gesamtanlage) |         |       |
| Bild gesucht BW                         |             | Württemberger Straße 14 Lage | (nur als Teil der Gesamtanlage) |         |       |
| Bild gesucht BW                         |             | Württemberger Straße 16 Lage | (nur als Teil der Gesamtanlage) |         |       |
| Bild gesucht BW                         |             | Württemberger Straße 18 Lage | (nur als Teil der Gesamtanlage) |         |       |
| Direkt Bild zu diesem Denkmal hochladen |             | Württemberger Straße 20      | (nur als Teil der Gesamtanlage) |         |       |
| Bild gesucht BW                         |             | Württemberger Straße 22 Lage | (nur als Teil der Gesamtanlage) |         |       |